# Ниточкин, Александр Ефимович
Алекса́ндр Ефи́мович Ни́точкин (настоящее имя Алекса́ндр Изра́илевич Ню́ренберг, 26 ноября 1905, Галиция — 28 ноября 1980, Москва) — советский инженер-теплотехник, специалист в области холодильных установок. Лауреат Государственной премии СССР (1973).

## Биография

### Семья
Родители — репрессированные профессиональные революционеры Израиль Исаакович Нюрнберг и Фанни Ефимовна Нюрина-Ниренберг. Дядя — экономист Давид Эфроимович Петровский-Липец.
Младший брат — писатель Александр Шаров. Двоюродные братья — генерал-майор интендантской службы Ефраим Хаимович Липец и доктор геолого-минералогических наук Алексей Давидович Петровский.
Жена — Гедда Яковлевна Суриц (1909—1984), геофизик (дочь дипломата Я. З. Сурица). Сын — издатель Сергей Ниточкин, дочь — переводчик Елена Суриц. Племянники — писатель Владимир Шаров и экономист Михаил Александрович Бек.

### Деятельность
В 1930-е годы работал инженером-механиком в Государственном институте по проектированию предприятий рыбной промышленности (Гипрорыба Наркомрыбпрома СССР, впоследствии — Гипрорыбпром; создан постановлением Наркомснаба СССР от 26 февраля 1932 года). В 1939 году награждён орденом Трудового Красного Знамени.
В 1960—1970-е годы был начальником участка Московского пусконаладочного управления треста «Продмонтаж».
В 1973 году стал лауреатом Государственной премии СССР (в составе коллектива) — за разработку, серийное производство и внедрение в промышленность автоматизированных роторных скороморозильных агрегатов типа МАР и АРСА для замораживания рыбы, мяса и других пищевых продуктов в блоках.
Соавтор нескольких монографий, автор нескольких патентов.
Известен метод Иоэльсона — Ниточкина для расчёта судовой термоизоляции.
Похоронен на Введенском кладбище (3 уч.).

## Публикации
- Левинсон С. Д., Ниточкин А. Е., Лурье А. А. Правила обслуживания судовых холодильных установок и ухода за ними. — Москва — Ленинград: Морской транспорт, 1948. — 83 с.
- Ниточкин А. Е. Расчёт изоляции рефрижераторных судов. Холодильное дело. — Москва, 1955. — 86 с.
- Ниточкин А. Е., Зайцев В. П., Сурвилло В. Л. Рыбопромышленные рефрижераторные суда. — Ленинград: Судпромгиз, 1957. — 319 с.
- Ниточкин А. Е., Мартынов М. С., Гимпелевич С. Л. Холодильный транспорт. — Москва: Госторгиздат, 1960. — 176 с.
- Ниточкин А. Е., Зайцев В. П., Попырин И. А., Чулин Н. И. Рефрижераторные суда / ред. А. В. Кан и А. Ф. Юдинцев. — Ленинград: Судпромгиз, 1963. — 524 с.